# 社仔社福宮
社福宮，全名社子社福宮俗稱社仔大庄社福宮，位於台北市士林區社中街210巷31號，為臺灣民間信仰的土地公廟。
該建物興建於1965年，為仿古廟宇建築。另外，該廟宇的組織型態為財團法人制，祭典日期則是每年農曆之農曆正月初二、八月十五，最早原建於土地公埔(現台北市北投區奇岩附近)，民國元年西元1911年，遷建於莊尾兩港交叉地區，因香客往返必於田岸，深感不便，後由地方集資，於民國48年（西元1959年）至尾厝地區，民國53年（西元1964年），因政府興建堤防，補助經費不族遷廟所需，香客再度樂捐，遷於現址。